# Bukova žilika
Bukova žilíka (znanstveno ime Plicaturopsis crispa) je gliva iz rodu žilik (Plicaturopsis).

## Značilnosti
Posamezen klobuček je školjkaste ali pahljačaste oblike z valovitim robom in je velik od 1-3 cm. Rastejo v večjih skupinah, nanizane ene nad drugo kot strešniki. Površina klobučkov je dlakasta in z valovitimi, okrastimi koncentričnimi conami.
Trosovnica je sestavljena iz gub oziroma valovitih reber, ki se širijo radialno od beta do roba klobuka in so med sebojno žilasto povezane.
Bet je zelo kratek ali pa ga sploh ni.

## Razširjenost in življenjski prostor
Bukova žilika je udeležena v prvi fazi propadanja lesa listavcev - najpogosteje bukve in povzroča belo trohnobo lesa. Kasneje jo pogosto nadomestijo njene bolj agresivne tekmice, kot sta na primer pisana ploskocevka (Trametes versicolor) in navadna cepilistka (Schizophyllum commune).
Razširjena je po vsemu svetu in je bila zabeležena v Evropi, Aziji, Avstraliji in Severni Ameriki.

## Mikroskopske značilnosti
Trosni prah je bel. Trosi so upognjeni, klobasaste oblike, rahlo amiloidni in merijo 3–4,5 x 1–1,2 μm.

## Podobne vrste
- trpki zgručevec (Panellus stipticus)
- navadna cepilistka (Schizophyllum commune)

## Uporabnost
Neužitna.

## Taksonomija
Prvi jo je opisal Persoon leta 1794 kot Merulius fagineus in jo je kasneje prekvalificiral kot Merulius crispus. Nato jo je leta 1821 zaradi značilne žilaste trosovnice Fries premaknil v rod lisičk (Cantharellus)  ampak se je kasneje premislil in jo premaknil v rod Trogia, rod sestavljen iz več tropskih vrst s podobnimi grebenastimi trosovnicami. 
Leta 1872 je ameriški mikolog Peck opisal nov rod nabrank (Plicatura) za ameriško glivo Plicatura alni. Nato je leta 1922 Carleton Rea opustil rod Trogia in premaknil Trogia crispa med nabranke (Plicatura).
Leta 1964 je Derek Reid izpostavil morfološke razlike med obema vrstama nabrank in je za bukovo žiliko vzpostavil nov rod žilik (Plicaturopsis).

## Galerija slik
- Bukove žilike na bukovem deblu
- Žilasta trosovnica in bet
- Klobasasti trosi